# Svaryšov
Svaryšov je malá vesnice, část obce Radošovice v okrese Strakonice v Jihočeském kraji. Nachází se asi 2,5 kilometru jihovýchodně od Radošovic. Vesnicí protéká Svaryšovský potok. Je zde evidováno 21 adres. V roce 2011 zde trvale žilo 33 obyvatel.
Svaryšov je také název katastrálního území o rozloze 1,88 km².

## Historie
První písemná zmínka o vesnici pochází z roku 1403.

## Obyvatelstvo
| Rok            | 1869 | 1880 | 1890 | 1900 | 1910 | 1921 | 1930 | 1950 | 1961 | 1970 | 1980 | 1991 | 2001 | 2011 | 2021 |
| -------------- | ---- | ---- | ---- | ---- | ---- | ---- | ---- | ---- | ---- | ---- | ---- | ---- | ---- | ---- | ---- |
| Počet obyvatel | 123  | 121  | 141  | 136  | 107  | 102  | 110  | 76   | 64   | 61   | 56   | 45   | 29   | 33   | 38   |
| Počet domů     | 19   | 19   | 19   | 19   | 19   | 19   | 19   | 20   | 40   | 17   | 18   | 20   | 21   | 21   | 20   |

## Obecní správa
Do 31. prosince 1973 byl Svaryšov samostatnou obcí. Od 1. ledna 1974 je částí obce Radošovice. V letech 1850–1920 k obci patřila Kapsova Lhota a v letech 1850–1973 také Jedraž a Milíkovice.

## Pamětihodnosti
- Usedlost čp. 11 (kulturní památka ČR)